# Olympische Sommerspiele 1984/Teilnehmer (El Salvador)
| Gelbes Symbol für Goldmedaillen mit stilisierten Olympischen Ringen | Graues Symbol für Silbermedaillen mit stilisierten Olympischen Ringen | Braundes Symbol für Bronzemedaillen mit stilisierten Olympischen Ringen |
| ------------------------------------------------------------------- | --------------------------------------------------------------------- | ----------------------------------------------------------------------- |
| —                                                                   | —                                                                     | —                                                                       |

El Salvador nahm an den Olympischen Sommerspielen 1984 in Los Angeles, USA, mit einer Delegation von zehn Sportlern (neun Männer und eine Frau) teil.

## Teilnehmer nach Sportarten

### Judo
- Fredy Torres
Halbleichtgewicht: 20. Platz

- Juan Carlos Vargas
Leichtgewicht: 9. Platz

### Leichtathletik
- Aldo Salandra
100 Meter: Vorläufe
200 Meter: Vorläufe

- René López
400 Meter: Vorläufe

- Luis Campos
20 Kilometer Gehen: 37. Platz

- Kriscia García
Frauen, 1500 Meter: Vorläufe
Frauen, 3000 Meter: Vorläufe

### Ringen
- Gustavo Manzur
Federgewicht, griechisch-römisch: Gruppenphase
Leichtgewicht, Freistil: Gruppenphase

### Schießen
- Julio González
Trap: 69. Platz

### Schwimmen
- Salvador Salguero
100 Meter Rücken: 38. Platz
200 Meter Rücken: 32. Platz

- Juan Miranda
100 Meter Schmetterling: 46. Platz
200 Meter Schmetterling: 35. Platz